# Marija Paseka
Marija Valer'evna Paseka (in russo Мария Валерьевна Пасека?; Mosca, 19 luglio 1995) è un'ex ginnasta e allenatrice di ginnastica artistica russa, campionessa del mondo al volteggio nel 2015 e nel 2017.
La sua carriera è iniziata alla Moscow Dynamo Gymnastics allenata da Nadežda Gal'cova e Vjačeslav Selifanov. Nel 2009 ha iniziato ad essere allenata da Marina Gennad'evna Uljankina e da allora si allena a Round Lake, fuori Mosca, con la sua allenatrice e gli allenatori della nazionale russa. Marina Uljankina ha aiutato Marija a mostrare il suo talento e il 2010 è l'anno in cui ha iniziato a farsi un nome in ambito internazionale. 
Ai Giochi Olimpici di Londra 2012 ha vinto la medaglia di bronzo al volteggio e l'argento con la squadra. 
Nel 2015 è diventata campionessa europea al volteggio; alle Olimpiadi di Rio 2016 si è laureata vice-campionessa sullo stesso attrezzo. 
Nel 2019 è diventata per la seconda volta in carriera campionessa nazionale e europea al volteggio.

## Carriera
La sua prima importante competizione da junior sono i Campionati Europei di Birmingham, Regno Unito. Grazie al suo punteggio complessivo di 55.850, contribuisce a far vincere alla Russia la medaglia d'oro nel concorso a squadre. Individualmente, vince l'argento al volteggio con 14.275 punti.

### 2011: Carriera Senior
In agosto, Marija partecipa alla Russian Cup di Ekaterinburg. Si posiziona al terzo posto al volteggio con una media di 13.713 e al quinto posto al corpo libero con un punteggio di 13.125. L'allenatrice russa Valentina Rodionenko dice di lei, "A Ekaterinburg, non ha eseguito un buon volteggio, ma ha delle buone difficoltà ed è una ginnasta di alto livello."
Nel mese di settembre compete ad una tappa di Coppa del Mondo a Gand, Belgio. Si classifica sesta al volteggio (13.837) e quinto al corpo libero (13.175). Alla fine del mese, compete alla Dinamo International a Penza, dove si classifica seconda al volteggio con 13.935 e terza al corpo libero con 14.034.

### 2012: Pre-Olimpiadi
A marzo, la Paseka compete ai Campionati Russi a Penza. Con un mediocre 10.767 alle parallele, 13.533 al corpo libero e un eccellente volteggio da 14.867, contribuisce a far posizionare la squadra moscovita al primo posto. Nelle finali ad attrezzo si posiziona al terzo posto al corpo libero (14.120) e settima alle parallele (11.440).
Viene convocata per far parte della squadra nazionale che competerà ai Campionati Europei di Bruxelles dal 9 al 13 maggio. Con la Russia, grazie ad un punteggio complessivo di 172.562, si qualifica per la finale a squadre al secondo posto, dietro solamente alla Romania (177.472). Individualmente non riesce a centrare alcuna finale ad attrezzo. Il 12 maggio, con un punteggio complessivo di 175.536, conquista l'argento nella finale a squadre, dove contribuisce col suo salto al volteggio da 14.833.
Il mese successivo compete alla Russian Cup. Grazie al suo volteggio (15.800) e al suo corpo libero (14.134), la squadra moscovita finisce la competizione al primo posto. Individualmente, si posiziona al settimo posto al volteggio, con un sorprendente 11.925, e alle parallele (13.175).

#### Olimpiadi di Londra
Il 29 luglio, con la giornata di qualificazione femminile, inizia la sua avventura olimpica. Compete in tutti e quattro gli attrezzi e contribuisce a far qualificare la squadra russa al secondo posto, con un complessivo di 180.429, dietro gli Stati Uniti di un decimo circa (181.863). Individualmente svolge due buonissimi salti al volteggio (media del 15.049), dove si qualifica per la finale al terzo posto.
Il 31 luglio compete in ancora al volteggio per la finale a squadre. Con un alto 15.300, vince l'argento insieme alla squadra russa.
Il 5 agosto, nella finale ad attrezzo, vince la medaglia di bronzo, con un totale di 15.050 punti. "Non riesco a descrivere ciò che sto provando in questo momento. Ho ancora l'adrenalina in circolo. È solo il terzo posto, un bronzo, ma questa è una medaglia olimpica! Sono ugualmente felice."

### 2013: Campionati Europei di Mosca
Dopo le Olimpiadi di Londra, trascorre il primo periodo di settembre assieme alla squadra russa a Maiorca per allenarsi e come ritiro estivo. Nel mese di gennaio viene scelta per partecipare ad una tappa di Coppa del Mondo a La Roche-sur-Yon. Tuttavia, una volta arrivata in Francia, le viene negato l'ingresso a causa di un problema di passaporto.
Dal 3 al 7 marzo 2013 compete ai Campionati Russi. Aiuta la sua squadra, la Moscow, a vincere la medaglia d'argento e diventa campionessa nazionale al volteggio. Si posiziona ottava alle parallele. Marija viene scelta per partecipare ai Campionati Europei di Mosca.
Agli Europei, la Paseka viene considerata come probabile vincitrice del titolo al volteggio. Qui si qualifica seconda dietro alla svizzera Giulia Steingruber e sesta alle parallele asimmetriche. Durante la finale, cade inaspettatamente in entrambe le rotazioni al volteggio, arrivando settima. Nonostante questa delusione, esegue un buon esercizio alle parallele (14.400) e vince il bronzo.
Il 7 luglio 2013 si tiene la finale a squadra all'Universiade di Kazan'. La squadra russa vince la medaglia d'oro, seguita da Giappone e Germania. Individualmente arriva terza al volteggio, dietro alla connazionale Ksenija Afanas'eva e alla campionessa olimpica Hong Un-jong.
Il mese successivo compete alla Russian Cup, dove vince l'argento al volteggio e alle parallele asimmetriche, il bronzo al corpo libero e arriva quarta nel concorso a squadre. Viene così selezionata per partecipare ai Campionati Mondiali di Anversa. Avrebbe dovuto competere al volteggio e alle parallele, ma a causa di un problema alla schiena è costretta a saltare la competizione. Viene anche scelta per partecipare alla Swiss Cup agli inizi di novembre, ma rinuncia in quanto non ancora in completa salute.

### 2014: Nazionali russi; Russian Cup; Elite Gym Massilia; Veronin Cup
La sua prima competizione sono i Nazionali Russi in aprile, dove compete solo al volteggio e alle parallele. Vince l'argento con la squadra e al volteggio. 
Alla Russian Cup in agosto, vince l'oro con la squadra, il bronzo al volteggio, e si classifica quinta al corpo libero. Non viene scelta per rappresentare la Russia ai Campionati del Mondo, ma compete all'Elite Gym Massilia in Francia in novembre, dove vince l'oro al volteggio, l'argento con la squadra e si classifica sesta alle parallele. 
Nel mese di dicembre compete alla Voronin Cup, dove vince l'oro al volteggio e l'argento alle parallele.

### 2015: Campionessa europea al volteggio; Universiadi di Gwangju; Russian Cup; Campionessa del mondo al volteggio
Agli inizi di marzo, compete ai Campionati Nazionali russi, dove vince l'argento con la squadra e al volteggio e il bronzo alle parallele. Si qualifica anche per la finale al corpo libero ma poi si ritira. Inizialmente viene scelta come riserva per i Campionati europei di Montpellier. Viene chiamata in Francia all'ultimo minuto per sostituire l'infortunata Alla Sosnitskaya. Senza aver partecipato alla prova podio con il resto della squadra, si qualifica quarta alla finale al volteggio. Durante la finale, porta due difficili e migliorati volteggi, incluso un Amanar decisamente migliorato rispetto al passato. Vince così il titolo europeo lasciandosi alle spalle Giulia Steingruber.
Viene scelta per rappresentare la Russia alle Universiadi di Gwangju, in Corea del Sud. Nel primo giorno di qualificazioni compete al volteggio e alle parallele. Si qualifica per le finali di specialità in entrambi gli attrezzi. La Russia vince la medaglia d'oro nel concorso a squadre mantenendo così il titolo conquistato nel 2013 a Kazan'. Individualmente, vince la medaglia d'oro al volteggio e di bronzo alle parallele.
Alla Russian Cup nel mese di settembre contribuisce alla medaglia d'oro della sua squadra. Individualmente, vince la medaglia d'oro al volteggio e d'argento al corpo libero.
Viene scelta per rappresentare la Russia ai Mondiali di Glasgow. La Russia ottiene il pass per le Olimpiadi di Rio. Individualmente, Marija vince la medaglia d'oro al volteggio, lasciandosi alle spalle la nord coreana Hong Un-jong e la statunitense Simone Biles.

### 2016: Olimpiadi di Rio de Janeiro
Alle Olimpiadi di Rio de Janeiro 2016 Marija Paseka vince due medaglie d'argento nella gara a squadre e al volteggio. Il 9 agosto prende parte alla finale della gara a squadre ottenendo al volteggio il punteggio 15.700, che rappresenta per la Russia il punteggio più alto ottenuto in questa specialità. Il 14 agosto vince la sua seconda medaglia piazzandosi al volteggio, con 15.253 punti, dietro Simone Biles (15.966) e davanti Giulia Steingruber (15.216).

### 2017: Europei; Universiadi; Secondo titolo iridato
All'inizio dell'anno non gareggia per poter recuperare dai dolori alla schiena sofferti durante l'Olimpiade di Rio. Pur senza gareggiare ai campionati nazionali o alle tappe di World Cup viene convocata nella squadra per partecipare ai campionati europei in Romania. Agli europei nonostante il secondo posto nelle qualifiche, chiude al quarto posto la finale al volteggio a causa di due basse esecuzioni dei salti e un declassamento del primo.
In Estate viene scelta per rappresentare la squadra russa alle Universiadi . Vince il titolo a squadre mentre nella finale al volteggio, dopo il primo posto nelle qualifiche, finisce al quarto posto.
Ad Agosto, Paseka viene scelta per partecipare ai Campionati mondiali di Montreal insieme alle compagne Angelina Melnikova, Elena Eremina e Anastasia Ilyankova. In qualifica compete solo al volteggio, con l'intento di confermarsi campionessa del mondo dopo il titolo del 2015. Si classifica al primo posto provvisorio (14.933 il punteggio), eseguendo un Cheng e un Amanar (unica ginnasta dei campionati ad eseguire i due salti più difficili), nonostante le difficoltà mostrate in allenamento. In finale esegue un Cheng abbastanza scomposto e un buon Amanar, riuscendo a distanziare di circa un decimo l'americana Jade Carey. Così con il punteggio i 14.850 diventa la seconda ginnasta russa di sempre a vincere due titoli mondiali al volteggio (la prima fu Elena Zamolodchikova) e la prima a farlo in due edizioni consecutive.